# Gare de Valmondois
Gare de Valmondois vasútállomás Franciaországban, Butry-sur-Oise településen.

## Vasútvonalak
Az állomást az alábbi vasútvonalak érintik:
- Pierrelaye-Creil-vasútvonal
- Ermont-Eaubonne-Valmondois-vasútvonal

## Kapcsolódó állomások
A vasútállomáshoz az alábbi állomások vannak a legközelebb:
- Gare de Mériel (Paris Gare du Nord, Transilien H)
- Gare d’Auvers-sur-Oise (Gare de Pontoise, Transilien H)
- Gare de L'Isle-Adam – Parmain (Gare de Persan - Beaumont, Transilien H)